# Sân vận động Jurong
Sân vận động Jurong (tiếng Anh: Jurong Stadium) là một sân vận động đa năng ở Jurong, Singapore. Sân vận động có sức chứa 8.000 người.
Sân được sử dụng chủ yếu cho các trận đấu bóng đá. Đây là sân nhà của Sinchi FC từ năm 2003 đến năm 2005, khi câu lạc bộ thi đấu tại Giải bóng đá vô địch quốc gia Singapore. Trước đây, Warriors FC (lúc đó có tên gọi là Singapore Armed Forces FC) cũng thi đấu các trận đấu trên sân nhà tại sân vận động này, trước khi chuyển đến Sân vận động Choa Chu Kang.
Vào tháng 2 năm 2020, Sân vận động Jurong đã bị đóng cửa. Công việc phá dỡ sân vận động được bắt đầu vào tháng 3 năm 2020, và đã hoàn thành trong cùng tháng đó.